# Trichilia ulei
Trichilia ulei är en tvåhjärtbladig växtart som beskrevs av C. Dc.. Trichilia ulei ingår i släktet Trichilia och familjen Meliaceae. Inga underarter finns listade i Catalogue of Life.